# Elaphoglossum nigrocostatum
Elaphoglossum nigrocostatum är en träjonväxtart som beskrevs av John T. Mickel. Elaphoglossum nigrocostatum ingår i släktet Elaphoglossum och familjen Dryopteridaceae. Inga underarter finns listade.